# Bán đảo Valdés
Bán đảo Valdés (tiếng Tây Ban Nha: Península Valdés) là một bán đảo nằm ở bờ biển Patagonia, tiếp giáp với Đại Tây Dương thuộc Biedma, Chubut, Argentina. Với diện tích 3.625 km2 (896.000 mẫu Anh; 1.400 dặm vuông Anh) (không bao gồm eo đất Carlos Ameghino nối với đất liền), đây là một khu bảo tồn thiên nhiên đã được UNESCO công nhận là Di sản thế giới từ năm 1999.

## Địa lý
Khu vực dân cư lớn nhất nằm gần bán đảo là thị trấn Puerto Madryn còn trên bán đảo chỉ có duy nhất một khu định cư nhỏ có tên là Puerto Pirámides. Ngoài ra còn có một số khu vực đất phân mảnh là trang trại nuôi cừu.
Hầu hết bán đảo này là một khu vực cằn cỗi với một số hồ muối. Lớn nhất trong số đó là một hồ nước nằm ở độ cao âm 40 mét so với mực nước biển.

## Động vật
Khu vực bờ biển của bán đảo Valdés là môi trường sống tự nhiên và có ý nghĩa bảo tồn cực kỳ quan trọng của một số loài động vật có vú biển gồm Sư tử biển Nam Mỹ, Hải tượng, Hải cẩu lông mao Nam Mỹ. Khu vực vịnh Nuevo và San José là nơi có thể bắt gặp Cá voi trơn phương nam. Đây là hai khu vực biển được bảo vệ nằm giữa bán đảo với Patagonia. Những con Cá voi sừng tấm đến đây vào giữa tháng 5 đến tháng 12 để giao phối và đẻ con bởi nước ở trong vịnh yên tĩnh và ấm hơn so với ngoài biển. Ngoài khơi và khu vực biển mở là nơi có mặt loài Cá voi sát thủ. Chúng đến đây để săn bắt những con Hải cẩu và Sư tử biển.
Khu vực trên bán đảo là nơi sinh sống của Đà điểu Nam Mỹ, Lạc đà Guanaco, Mara Patagonia. Bán đảo có sự đa dạng đáng kinh ngạc của các loài chim gồm 181 loài chim, trong đó có 66 loài chim di cư bao gồm cả loài Bồ câu Nam Cực.

## Khí hậu
Bán đảo là nơi có khí hậu bán khô cằn. Đây là kiểu khí hậu đặc trưng của miền bắc Patagonia biến đổi nhờ sự tương tác của tuần hoàn khí quyển và đại dương liền kề. Bán đảo nằm giữa vành đai nhiệt đới áp cao (30oNam) và vùng áp suất thấp địa cực (nằm giữa 60o–70oNam), kết quả là những cơn gió chủ yếu tới từ hướng tây. Nhiệt độ trung bình hàng năm là 10,6 °C (51,1 °F), dao động từ 8 °C (46,4 °F) cho đến nhiệt độ cao nhất vào mùa hè là 18 °C (64,4 °F). Mùa đông, nhiệt độ dao động từ 0 đến 15 °C (32,0 đến 59,0 °F) với hiện tượng sương giá phổ biến, trung bình từ 12-20 ngày trong một mùa. Nhiệt độ mùa hè dao động từ 15 đến 35 °C (59,0 đến 95,0 °F).

## Hình ảnh

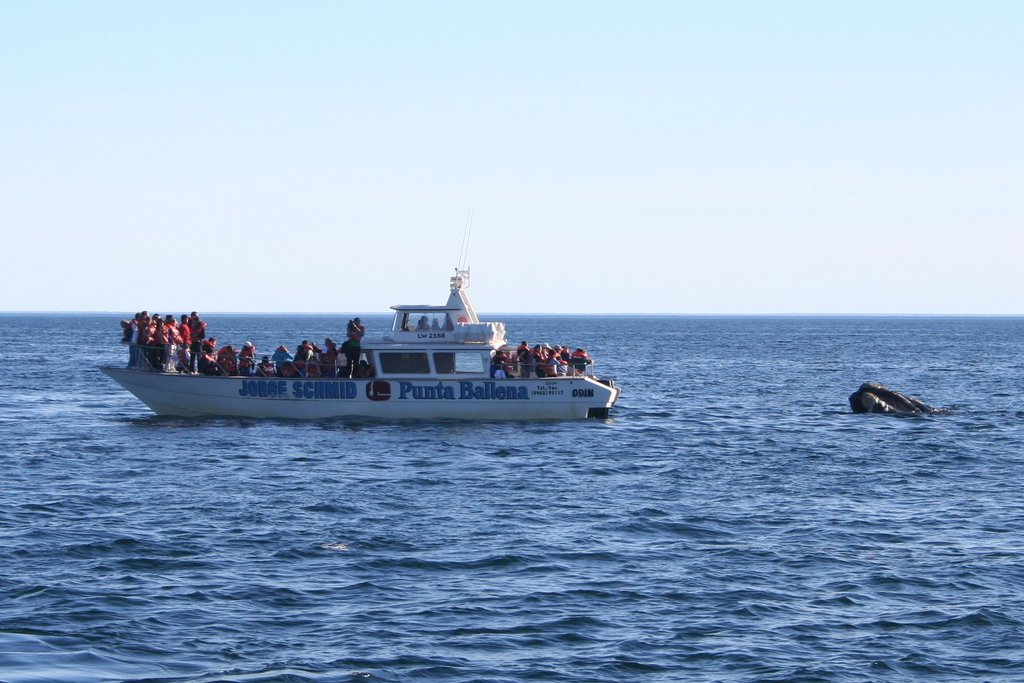
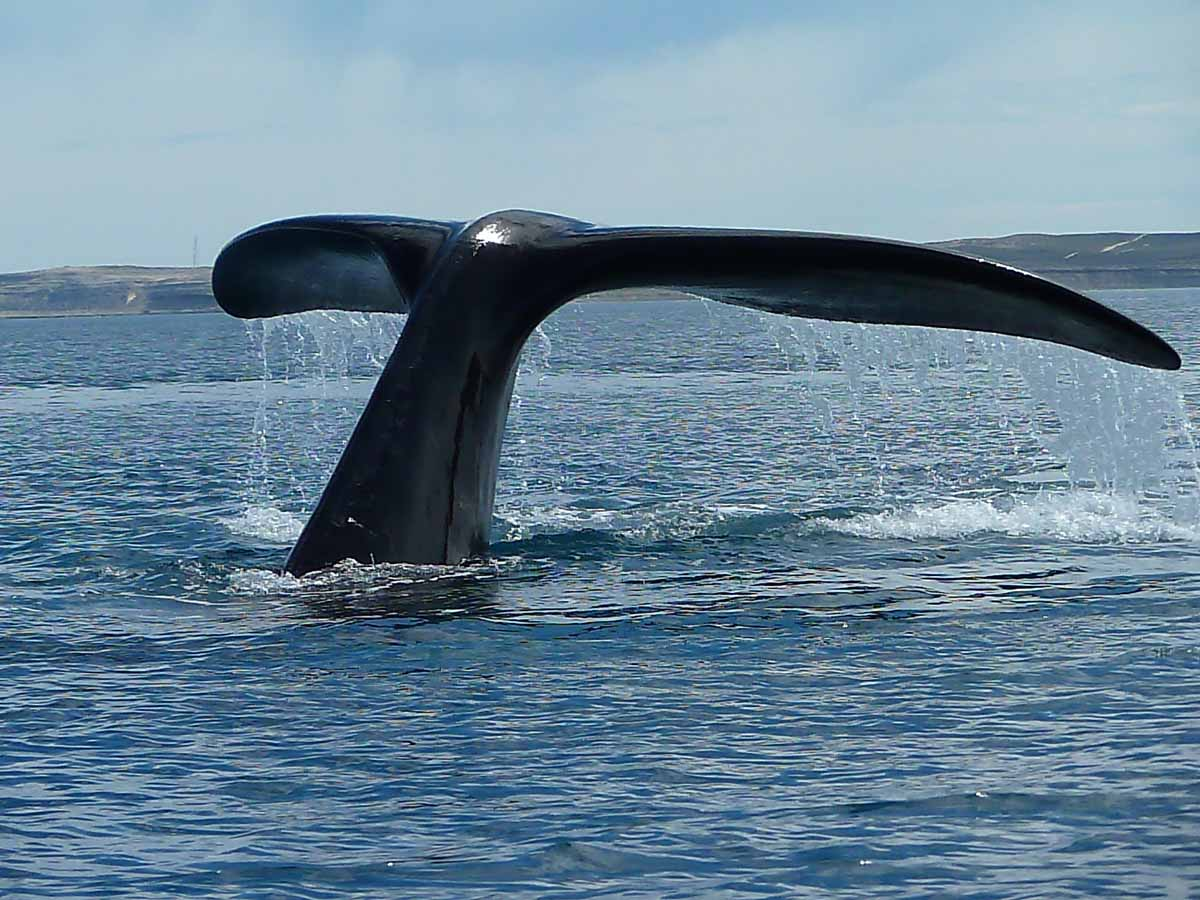
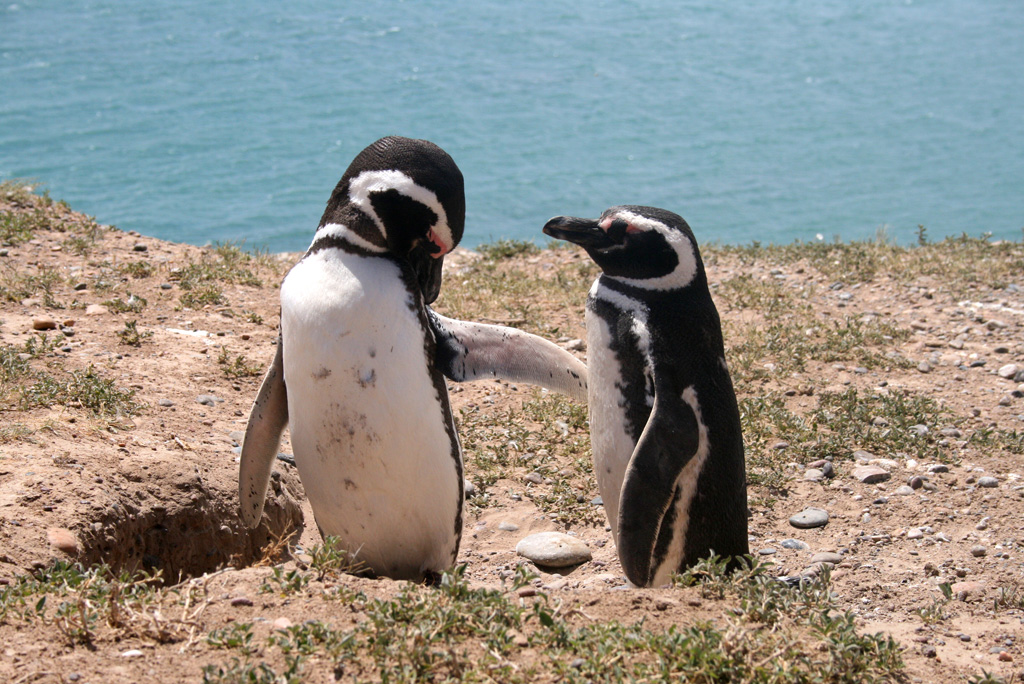
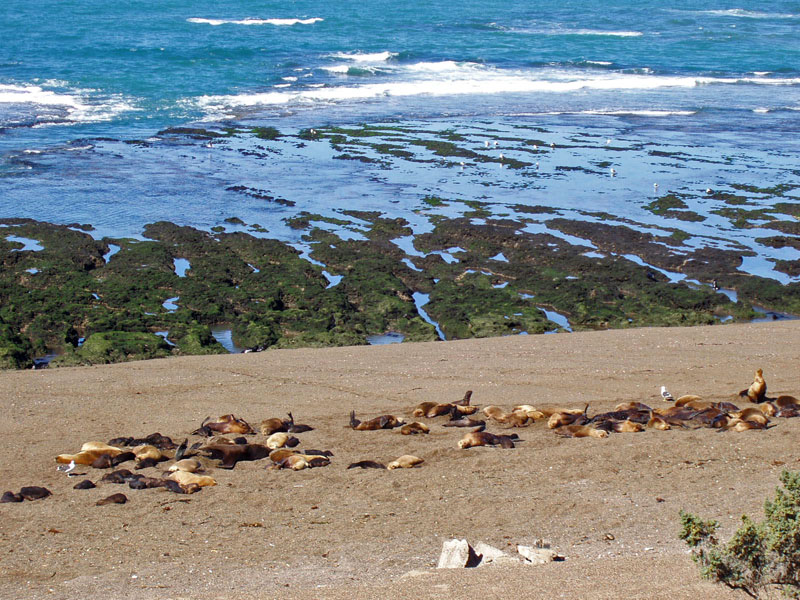